# NGC 5174
NGC 5174 је спирална галаксија у сазвежђу Девица која се налази на NGC листи објеката дубоког неба.
Деклинација објекта је + 11° 0' 28" а ректасцензија 13h 29m 25,9s. Привидна величина (магнитуда) објекта NGC 5174 износи 12,5 а фотографска магнитуда 13,2. Налази се на удаљености од 88,070 милиона парсека од Сунца. NGC 5174 је још познат и под ознакама NGC 5162, UGC 8475, MCG 2-34-18, CGCG 72-87, IRAS 13269+1115, PGC 47346.